# Heminothrus numatai
Heminothrus numatai är en kvalsterart som först beskrevs av Aoki 1965.  Heminothrus numatai ingår i släktet Heminothrus och familjen Camisiidae. Inga underarter finns listade i Catalogue of Life.